# Дуб Гетьмана
Дуб Ге́тьмана (Дуб Богдана Хмельницького в Збаразькому лісництві) — ботанічна пам'ятка природи місцевого значення в Україні. Розташована на території Тернопільського району Тернопільської області, в селі Нижчі Луб'янки, на схід від села Хомівка, в лісовому урочище «Іванчин ІІ». 
Площа 0,04 га. Статус присвоєно згідно з рішенням Тернопільскої обласної ради від 06.03.2012 року № 1323. Перебуває у віданні: Іванчанська сільська рада. 
Росте на території Збаразького лісництва, кв. 9, вид. 8, у межах Малоберезовецько-Іванчанського заказника. 
Обхват дуба 5,40 м, висота 15 м, вік близько 400 років. На висоті 2,40 м дуб має три стовбури. Дерево огороджено.  
За легендою під деревом відпочивав Богдан Хмельницький перед Збаразькою битвою.

## Виноски
1. 1 2   Шнайдер С. Л., Борейко В. Е., Стеценко Н. Ф. 500 выдающихся деревьев Украины. — К.: КЭКЦ, 2011. — 203 с.